# Eparchia di San Giorgio di Canton

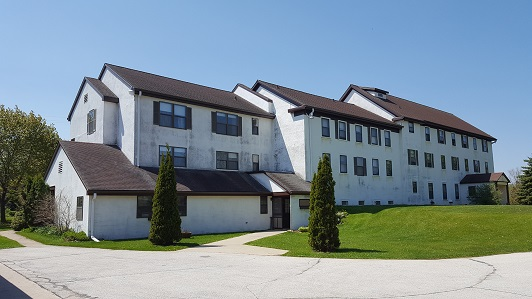
Il monastero della Santa Risurrezione di St. Nazianz, Wisconsin.

L'eparchia di San Giorgio di Canton dei Rumeni (in latino Eparchia Sancti Georgii Martyris Romenorum) è una sede della Chiesa greco-cattolica rumena immediatamente soggetta alla Santa Sede. Nel 2023 contava 5.000 battezzati. È retta dall'eparca John Michael Botean.

## Territorio
L'eparchia comprende i fedeli della Chiesa greco-cattolica rumena negli Stati Uniti d'America e nel Canada.
Sede eparchiale è la città di Canton, in Ohio, dove si trova la cattedrale di San Giorgio.
Il territorio è suddiviso in 12 parrocchie.
Nell'eparchia sorgono anche due monasteri, il monastero della Santissima Trinità (Holy Theophany Monastery) a Olympia nello stato di Washington e il monastero della Santa Risurrezione (Holy Resurrection Monastery) a St. Nazianz, in Wisconsin.

## Storia
L'esarcato apostolico degli Stati Uniti d'America per i fedeli di rito bizantino rumeno fu eretto il 4 dicembre 1982 con la bolla Romenorum multitudo di papa Giovanni Paolo II.
Il 26 marzo 1987 l'esarcato apostolico è stato elevato a eparchia e ha assunto il nome attuale. Si tratta della prima e unica circoscrizione della Chiesa greco-cattolica rumena fuori dalla Romania.
Il 23 aprile 2013 la giurisdizione dell'eparchia è stata estesa ai fedeli rumeni di rito bizantino residenti in Canada.

## Cronotassi dei vescovi
Si omettono i periodi di sede vacante non superiori ai 2 anni o non storicamente accertati.
- Vasile Louis Puscas (4 dicembre 1982 - 2 luglio 1993 ritirato)
  - Sede vacante (1993-1996)
- John Michael Botean, dal 29 marzo 1996[2]

## Statistiche
L'eparchia nel 2023 contava 5.000 battezzati.
| anno | popolazione | popolazione | popolazione | presbiteri | presbiteri | presbiteri | presbiteri                | diaconi | religiosi | religiosi | parrocchie |
| anno | battezzati  | totale      | %           | numero     | secolari   | regolari   | battezzati per presbitero | diaconi | uomini    | donne     | parrocchie |
| ---- | ----------- | ----------- | ----------- | ---------- | ---------- | ---------- | ------------------------- | ------- | --------- | --------- | ---------- |
| 1990 | 5.040       | ?           | ?           | 18         | 18         |            | 280                       | 2       |           |           | 14         |
| 1999 | 5.300       | ?           | ?           | 20         | 18         | 2          | 265                       | 1       | 2         |           | 15         |
| 2000 | 5.000       | ?           | ?           | 15         | 13         | 2          | 333                       | 2       | 2         |           | 15         |
| 2001 | 5.000       | ?           | ?           | 15         | 13         | 2          | 333                       |         | 2         |           | 15         |
| 2002 | 5.000       | ?           | ?           | 21         | 19         | 2          | 238                       |         | 2         |           | 15         |
| 2003 | 5.000       | ?           | ?           | 22         | 20         | 2          | 227                       | 1       | 2         |           | 15         |
| 2004 | 5.000       | ?           | ?           | 21         | 19         | 2          | 238                       | 1       | 2         |           | 15         |
| 2009 | 5.900       | ?           | ?           | 21         | 17         | 4          | 280                       | 2       | 6         | 4         | 15         |
| 2010 | 5.900       | ?           | ?           | 25         | 22         | 3          | 236                       | 2       | 5         | 4         | 14         |
| 2014 | 6.200       | ?           | ?           | 28         | 25         | 3          | 221                       |         | 6         | 4         | 16         |
| 2017 | 6.200       | ?           | ?           | 33         | 30         | 3          | 187                       | 6       | 10        | 5         | 14         |
| 2020 | 6.000       | ?           | ?           | 28         | 25         | 3          | 214                       |         | 11        | 5         | 14         |
| 2022 | 6.000       | ?           | ?           | 27         | 24         | 3          | 222                       |         | 11        | 5         | 13         |
| 2023 | 5.000       | ?           | ?           | 27         | 24         | 3          | 185                       | 5       | 10        | 5         | 12         |